# 第3航空隊 (海上自衛隊)
第3航空隊（だいさんこうくうたい、Air Patrol Squadron 3）は、海上自衛隊航空集団第4航空群隷下の固定翼哨戒機部隊であり、厚木航空基地に所在する。

## 概要
第3航空隊は1961年（昭和36年）9月1日、航空集団発足に伴い、鹿屋航空基地にて新編された。その後、1962年（昭和37年）9月1日、第4航空群新編に伴い、下総航空基地に移駐、更に1973年（昭和48年）12月25日、厚木航空基地に移駐した。2008年（平成20年）3月26日の海上自衛隊部隊再編に伴い、新生「第3航空隊」として再編された。現在はP-1哨戒機で編成され、日本の周辺海域の海上防衛を主任務としている。

## 沿革
- 1961年（昭和36年）9月1日：鹿屋航空基地に第3航空隊（P2V-7×9機）が新編。第1航空群隷下に編入。
- 1962年（昭和37年）9月1日：第4航空群が新編され、第4航空群隷下に編入、下総航空基地に移転。
- 1973年（昭和48年）12月25日：第4航空群が厚木航空基地に移転。
- 1974年（昭和49年）7月6日：P-2Jが配備開始。
- 1984年（昭和59年）5月10日：P-3Cが配備開始。
- 1985年（昭和60年）1月10日：P-2Jの運用が終了。
- 2008年（平成20年）3月26日：部隊改編により第3航空隊及び第6航空隊が廃止統合され、「第3航空隊」が新編。
- 2015年（平成27年）3月23日：P-1が配備開始。
- 2017年（平成29年）8月29日：第3航空隊でのP-3C哨戒機の運用が終了し、P-1哨戒機への移行完了[1]。
- 2018年（平成30年）3月23日：第3列線整備隊が廃止。

## 編成
- 航空隊本部
- 第31飛行隊
- 第32飛行隊

## 主要幹部
| 官職名        | 階級    | 氏名     | 補職発令日     | 前職          |
| ------------- | ------- | -------- | -------------- | ------------- |
| 第3航空隊司令 | 1等海佐 | 加藤太輔 | 2025年03月24日 | 第3航空隊副長 |

| 代 | 氏名                 | 在職期間                        | 前職                                                               | 後職                                                          |
| -- | -------------------- | ------------------------------- | ------------------------------------------------------------------ | ------------------------------------------------------------- |
| 01 | 佐野好男 （2等海佐） | 1961年09月01日 - 1963年03月31日 |                                                                    |                                                               |
| 02 | 小西十郎 （2等海佐） | 1963年04月01日 - 1963年12月15日 | 第203教育航空隊司令                                                | 第2航空隊司令                                                 |
| 03 | 菊池良二 （2等海佐） | 1963年12月16日 - 1966年01月15日 | 第51航空隊第511飛行隊長                                            | 教育航空集団司令部幕僚                                        |
| 04 | 森園千治 （2等海佐） | 1966年01月16日 - 1968年03月31日 | 第201教育航空隊司令                                                | 海上幕僚監部防衛部教育第2課勤務                               |
| 05 | 野沢章悟 （2等海佐） | 1968年04月01日 - 1969年12月15日 | 第202教育航空隊司令                                                | 教育航空集団司令部幕僚                                        |
| 06 | 平野律朗             | 1969年12月16日 - 1971年12月15日 | 第1航空群司令部幕僚                                                | 統合幕僚学校学校教官                                          |
| 07 | 佐伯晋一             | 1971年12月16日 - 1974年01月15日 | 海上幕僚監部副監察官 →1972年7月1日 1等海佐昇任                     | 鹿屋航空基地隊司令                                            |
| 08 | 小川英夫 （2等海佐） | 1974年01月16日 - 1975年12月15日 | 第3航空隊副長                                                      | 岩国航空分遣隊付 →1976年2月16日 岩国航空分遣隊司令            |
| 09 | 光安進 （2等海佐）   | 1975年12月16日 - 1977年01月16日 | 第3航空隊付                                                        | 海上自衛隊幹部学校                                            |
| 10 | 松橋克人 （2等海佐） | 1977年01月17日 - 1977年12月15日 | 第3航空隊副長                                                      | 航空集団司令部幕僚                                            |
| 11 | 松本克彦             | 1977年12月16日 - 1979年03月15日 | 航空集団司令部幕僚                                                 | 自衛隊高知地方連絡部長                                        |
| 12 | 田中治               | 1979年03月16日 - 1980年03月16日 | 第4航空群司令部付 →1979年7月1日 1等海佐昇任                        | 第31航空群司令部幕僚                                          |
| 13 | 上田義郎 （2等海佐） | 1980年03月17日 - 1982年01月19日 | 第4航空群司令部付                                                  | 航空集団司令部幕僚                                            |
| 14 | 中山泰彦             | 1982年01月20日 - 1983年04月14日 | 第51航空隊研究指導隊長 →1983年1月1日 1等海佐昇任                   | 第51航空隊付 →1983年9月1日 第4航空群司令部幕僚                |
| 15 | 猪狩真               | 1983年04月15日 - 1984年07月31日 | 第4航空群司令部付                                                  | 海上幕僚監部調査部調査第1課長                                 |
| 16 | 矢野政良             | 1984年08月01日 - 1986年03月16日 | 航空集団司令部幕僚 →1985年1月1日 1等海佐昇任                       | 第5航空群司令部首席幕僚                                       |
| 17 | 池邑正男             | 1986年03月17日 - 1987年03月15日 | 第51航空隊付                                                       | 海上幕僚監部防衛部運用課運用班長                              |
| 18 | 島信行               | 1987年03月16日 - 1989年03月15日 | 第51航空隊付                                                       | 第1航空群司令部首席幕僚                                       |
| 19 | 西岡鐸               | 1989年03月16日 - 1990年07月31日 | 第51航空隊付 →1989年7月1日 1等海佐昇任                             | 小月教育航空群司令部幕僚                                      |
| 20 | 松本弘               | 1990年08月01日 - 1991年12月15日 | 大湊地方総監部防衛部勤務                                           | 下総教育航空群司令部幕僚                                      |
| 21 | 大野秀臣             | 1991年12月16日 - 1992年12月14日 | 第51航空隊付                                                       | 防衛大学校教授                                                |
| 22 | 桑畑芳弘             | 1992年12月15日 - 1994年07月31日 | 自衛艦隊司令部幕僚                                                 | 下北海洋観測所長                                              |
| 23 | 波江野和宏           | 1994年08月01日 - 1996年07月31日 | 海上幕僚監部防衛部運用課勤務                                       | 小月教育航空群司令部幕僚                                      |
| 24 | 赤星慶治             | 1996年08月01日 - 1997年06月30日 | 海上幕僚監部防衛部運用課 運用第2班長                               | 第1航空群司令部首席幕僚                                       |
| 25 | 松岡貞義             | 1997年07月01日 - 1998年09月29日 | 自衛艦隊司令部幕僚                                                 | 第5航空群司令部首席幕僚                                       |
| 26 | 東裕一               | 1998年09月30日 - 2000年03月31日 | 航空集団司令部幕僚                                                 | 小月教育航空群司令部幕僚                                      |
| 27 | 工藤誠律             | 2000年04月01日 - 2001年07月31日 | 海上幕僚監部防衛部防衛課勤務                                       | 第1航空群司令部首席幕僚                                       |
| 28 | 力丸義史             | 2001年08月01日 - 2003年03月31日 | 徳島教育航空群司令部幕僚                                           | 第203教育航空隊司令                                           |
| 29 | 武田孝充             | 2003年04月01日 - 2004年08月29日 | 海上幕僚監部人事教育部人事計画課 制度班長                          | 第2航空群司令部首席幕僚                                       |
| 30 | 近藤了               | 2004年08月30日 - 2005年12月19日 | 第51航空隊調査研究隊長                                             | 統合幕僚学校学校教官                                          |
| 31 | 久保内修一           | 2005年12月20日 - 2007年08月31日 | 第51航空隊副長                                                     | 海上幕僚監部人事教育部厚生課給与室長                          |
| 32 | 村上良宏             | 2007年09月01日 - 2008年07月31日 | 海上幕僚監部防衛部運用支援課企画班長                               | 自衛隊鹿児島地方協力本部長                                    |
| 33 | 森田義和             | 2008年08月01日 - 2009年07月20日 | 自衛艦隊司令部幕僚                                                 | 第1航空群司令部首席幕僚                                       |
| 34 | 出口佳努             | 2009年07月21日 - 2010年03月24日 | 海上幕僚監部防衛部装備体系課 航空機体系班長                        | 海上幕僚監部防衛部防衛課 防衛調整官 兼 海上自衛隊幹部学校勤務 |
| 35 | 森浩                 | 2010年03月25日 - 2011年04月26日 | 海上幕僚監部指揮通信情報部情報課 情報運用室長                      | 第31航空群司令部首席幕僚                                      |
| 36 | 石橋卓弘             | 2011年04月27日 - 2012年07月31日 | 第51航空隊副長                                                     | 第1航空群司令部首席幕僚                                       |
| 37 | 中村敏弘             | 2012年08月01日 - 2013年08月19日 | 海上幕僚監部指揮通信情報部情報課 情報運用室長                      | 第1航空群司令部首席幕僚                                       |
| 38 | 松本完               | 2013年08月20日 - 2014年08月19日 | 海上幕僚監部防衛部防衛課防衛班長 兼 海上自衛隊幹部学校勤務         | 海上幕僚監部人事教育部補任課勤務                              |
| 39 | 森竹賢全             | 2014年08月20日 - 2015年08月03日 | 統合幕僚監部運用部運用第2課勤務                                    | 第5航空群司令部首席幕僚                                       |
| 40 | 平木拓宏             | 2015年08月04日 - 2016年05月29日 | 海上幕僚監部総務部総務課広報室長                                   | 第4航空群司令部首席幕僚                                       |
| 41 | 大江保友             | 2016年05月30日 - 2017年09月03日 | 統合幕僚監部運用部運用第1課 事態対処調整官                         | 第31航空群司令部首席幕僚                                      |
| 42 | 藤澤豊               | 2017年09月04日 - 2019年03月31日 | 海上幕僚監部総務部総務課広報室長                                   | 第1航空隊司令                                                 |
| 43 | 赤岩英明             | 2019年04月01日 - 2020年04月23日 | 第51航空隊副長                                                     | 自衛隊鹿児島地方協力本部長                                    |
| 44 | 中村浩之             | 2020年04月24日 - 2021年09月20日 | 第2航空隊副長                                                      | 第4航空群司令部首席幕僚                                       |
| 45 | 尺田隆一             | 2021年09月21日 - 2022年07月31日 | 航空集団司令部勤務                                                 | 統合幕僚監部運用部運用第1課 事態対処調整官                    |
| 46 | 小俣泰二郎           | 2022年08月01日 - 2023年11月30日 | 下総教育航空群司令部首席幕僚                                       | 第1航空群司令部首席幕僚                                       |
| 47 | 佐野浩之             | 2023年12月01日 - 2025年03月23日 | 海上幕僚監部指揮通信情報部情報課勤務 →2023.7.18 航空集団司令部勤務 | 統合幕僚監部防衛計画部防衛課長                                |
| 48 | 加藤太輔             | 2025年03月24日 -                | 第3航空隊副長                                                      |                                                               |

## 歴代運用機
- P2V-7（1961年 - 1977年）
- P-2J（1974年 -   1985年）
- P-3C（1984年 - 2017年 ）
- P-1（2015年 - ）

## ギャラリー

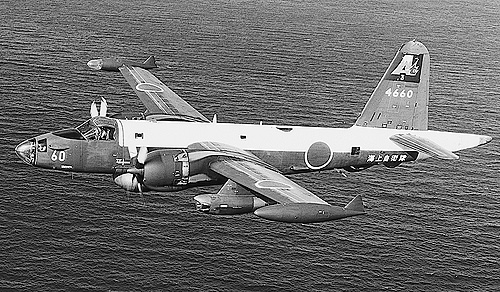
P2V-7
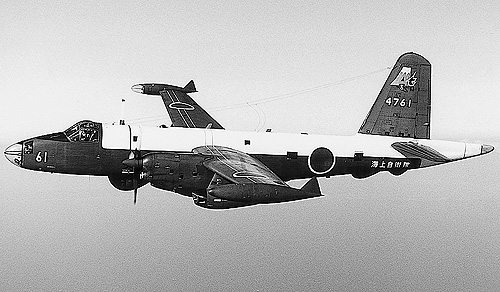
P-2J
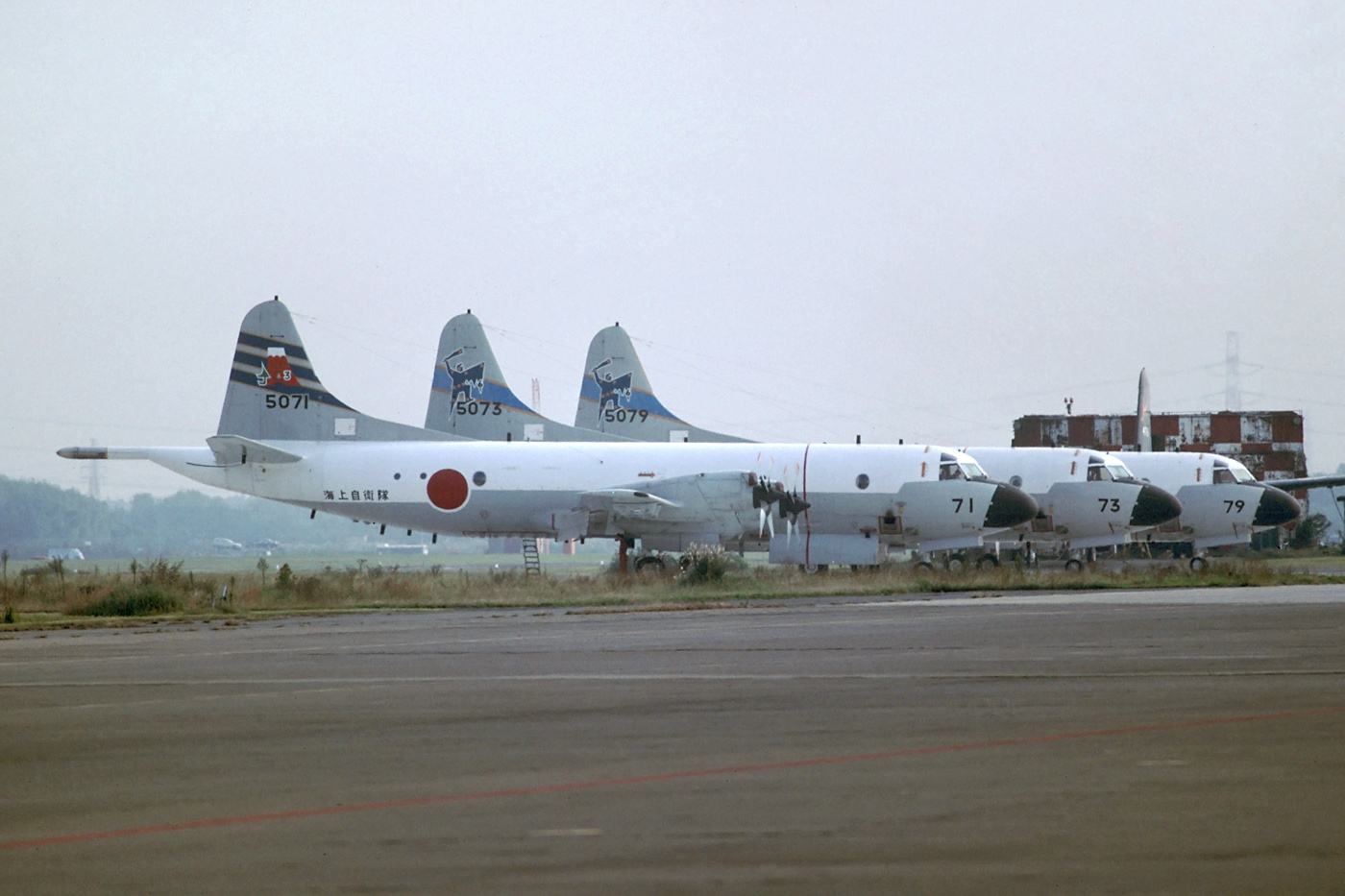
P-3C（ハイビジ塗装）手前
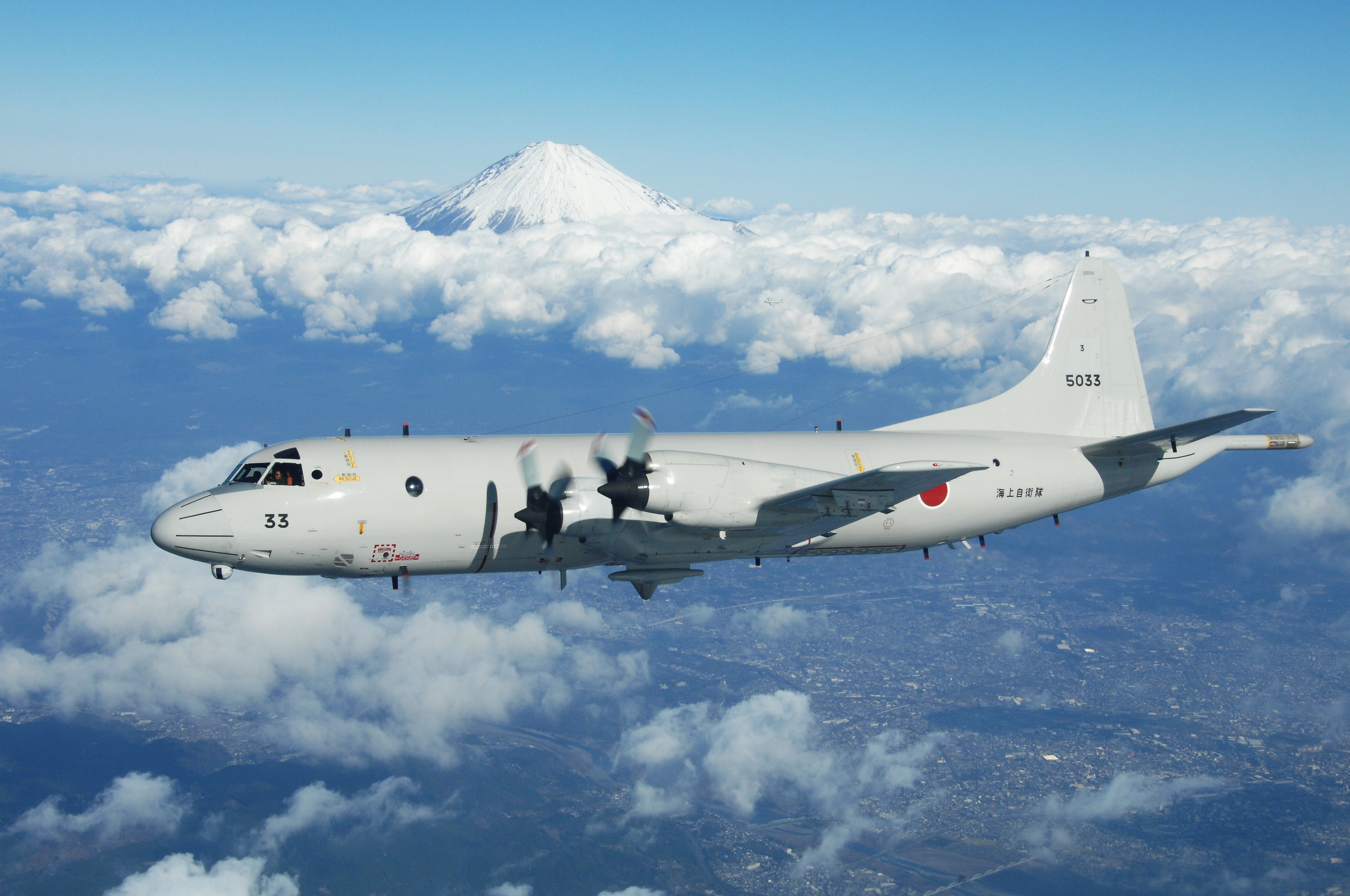
P-3C（ロービジ塗装）
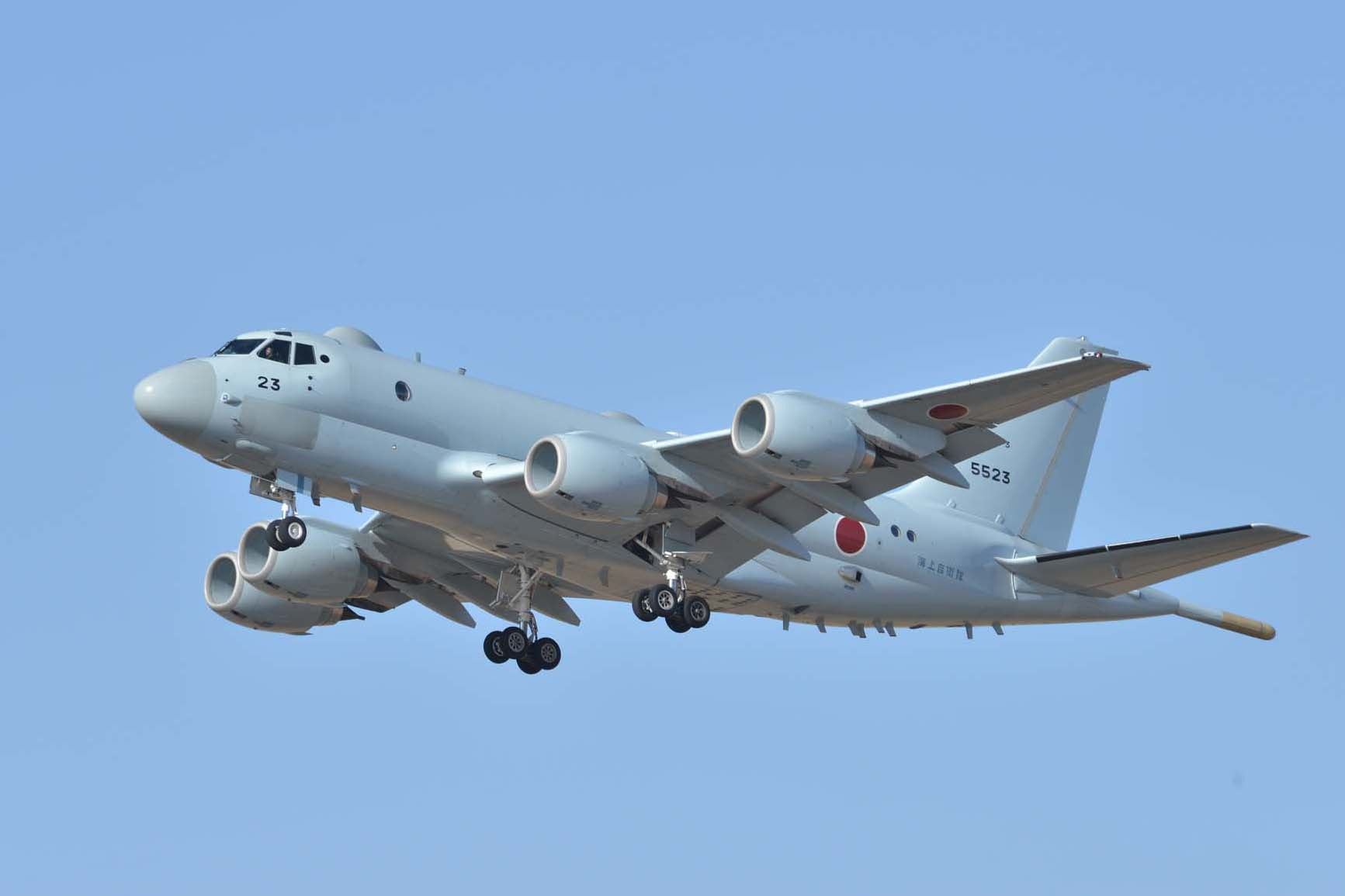
P-1